# Cladonota fritzi
Cladonota fritzi är en insektsart som beskrevs av Albino Morimasa Sakakibara 1976. Cladonota fritzi ingår i släktet Cladonota och familjen hornstritar. Inga underarter finns listade i Catalogue of Life.